# À la dérive (film, 2002)
Cet article concerne le film de Guy Ritchie. Pour le film de Stuart McDonald, voir À la dérive.
Pour les articles homonymes, voir À la dérive.
Pour plus de détails, voir Fiche technique et Distribution.
À la dérive (Swept Away) est un film britanno-italien réalisé par Guy Ritchie et sorti en 2002. Ce film est un remake du film italien Vers un destin insolite sur les flots bleus de l'été (1974) de Lina Wertmüller.
Le film reçoit des critiques globalement très négatives et est notamment récompensés de nombreux Razzie Awards en 2003. C'est par ailleurs un échec commercial.

## Synopsis
Amber Leighton est une femme fortunée. Elle loue un yacht pour faire une croisière avec des amis, en Méditerranée, d'Italie vers la Grèce. Parmi l'équipage, un marin communiste qui déteste d'emblée cette femme riche, doit satisfaire ses moindres désirs et caprices. Un jour, alors qu'elle demande au marin de la conduire à terre pour y rejoindre ses amis, le petit bateau sur lequel ils avaient embarqué tombe en panne.

## Fiche technique
- Titre original : Swept Away
- Titre français : À la dérive
- Réalisateur : Guy Ritchie
- Scénario : Guy Ritchie, d'après le scénario original de Lina Wertmüller
- Musique : Michel Colombier
- Décors : Russell de Rozario
- Costumes : Arianne Phillips
- Directeur de la photographie : Alex Barber
- Montage : Eddie Hamilton
- Producteurs : Matthew Vaughn ; Adam Bohling et David Reid (coproduction) ; Michael Morgan (associé)
- Sociétés de production : Screen Gems, Ska Films et CODI SpA
- Sociétés de distribution : Screen Gems (États-Unis), TriStar (France)
- Budget : 10 millions de dollars américains[1]
- Pays de production :  Italie,  Royaume-Uni
- Langue originale : anglais, grec et italien
- Format : couleur - 35 mm - 1.85:1
- Genre : comédie romantique, aventures, robinsonnade
- Durée : 89 minutes
- Dates de sortie : 
  - États-Unis : 8 octobre 2002
  - Canada : 18 octobre 2002
  - Belgique : 14 mai 2003
  - France : 21 mai 2003

## Distribution
- Bruce Greenwood (V. F. : Hervé Bellon) : Anthony « Tony » Leighton
- Madonna (V. F. : Laurence Crouzet) : Amber Leighton
- Elizabeth Banks (V. F. : Laura Blanc) : Debi
- Michael Beattie : Todd
- Jeanne Tripplehorn (V. F. : Françoise Vallon) : Marina
- David Thornton : Michael
- Adriano Giannini (V. F. : Joël Zaffarano) : Giuseppe « Peppe » Esposito
- Yorgo Voyagis : le capitaine du yacht
- Ricardo Perna : un membre de l'équipage

- Version française
  - Société de doublage : Rosebud
  - Direction artistique : Fabienne Orain
  - Adaptation des dialogues : Patrick Siniavine

Source et légende : Version française (V. F.) sur Voxofilm 

## Production
Le film est initialement développé sous le titre Love, Sex, Drugs and Money,.

### Attribution des rôles
Guy Ritchie dirige ici sa compagne de l'époque Madonna. Il l'avait déjà dirigé dans le clip de la chanson What It Feels Like for a Girl (2001) ainsi que dans le court métrage Star de la série publicitaire The Hire pour BMW. Adriano Giannini joue ici le rôle que son père Giancarlo Giannini avait tenu dans le film original.
Jennifer Aniston a été envisagée pour incarner Marina. Le rôle revient finalement à Jeanne Tripplehorn.

### Tournage
Le tournage a lieu en Sardaigne (Alghero, Dorgali, Olbia, Siniscola, ...) et à Malte (Malta Film Studios, La Valette, Tas-Sliema, Il-Birgu, ...). Il est marqué par une sécurité renforcée après les attentats du 11 septembre

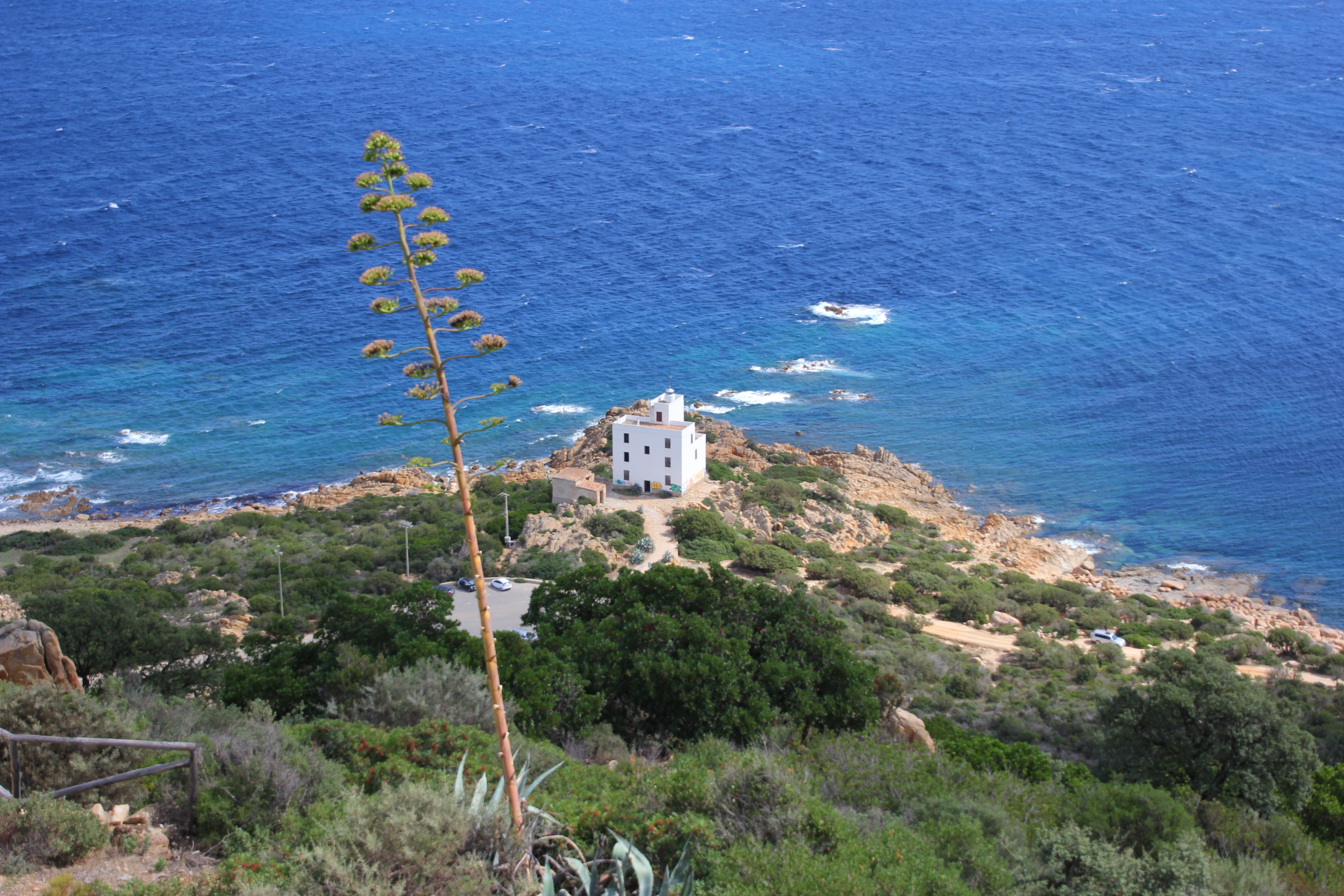
Capo Comino à Siniscola
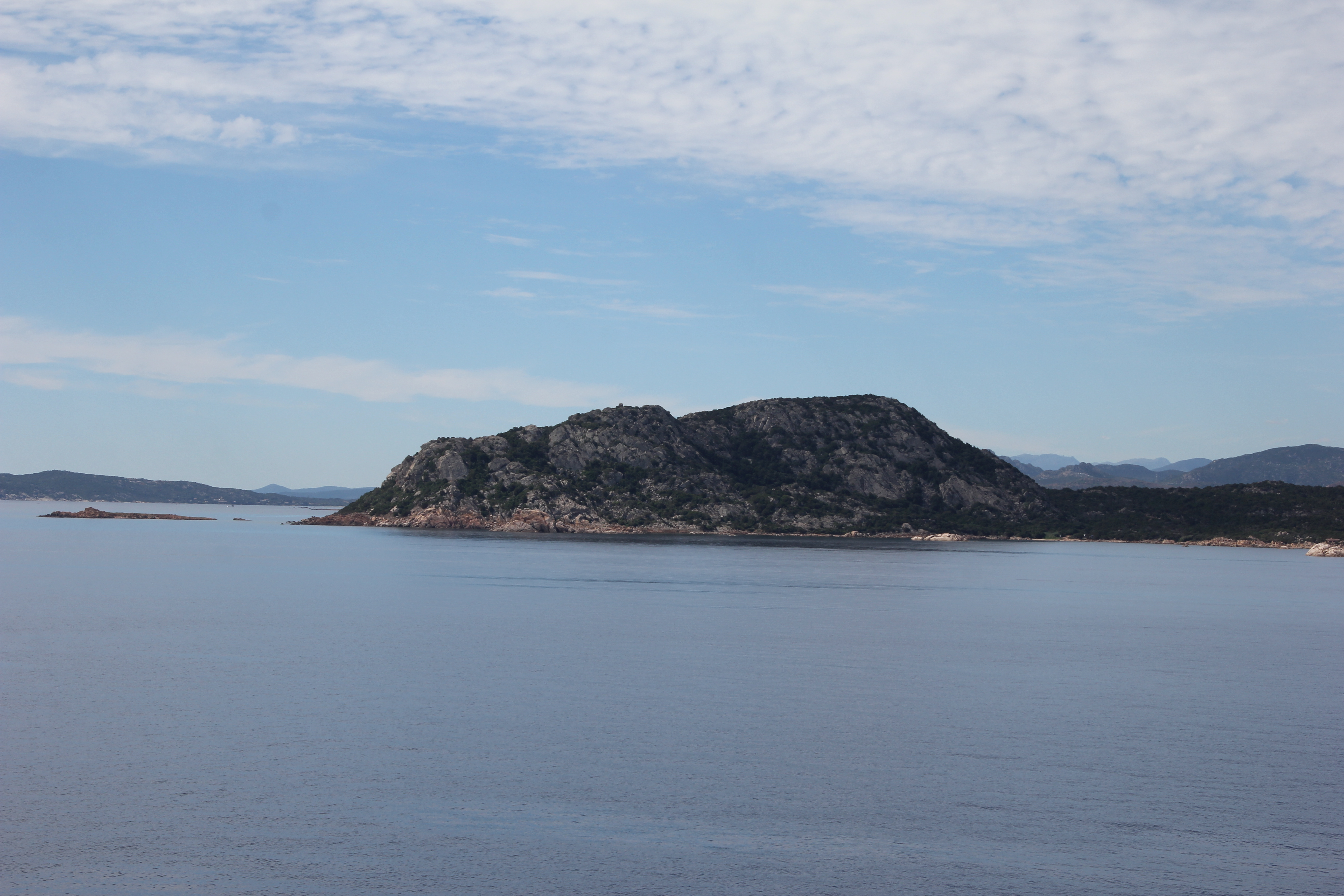
Capo Ceraso à Olbia
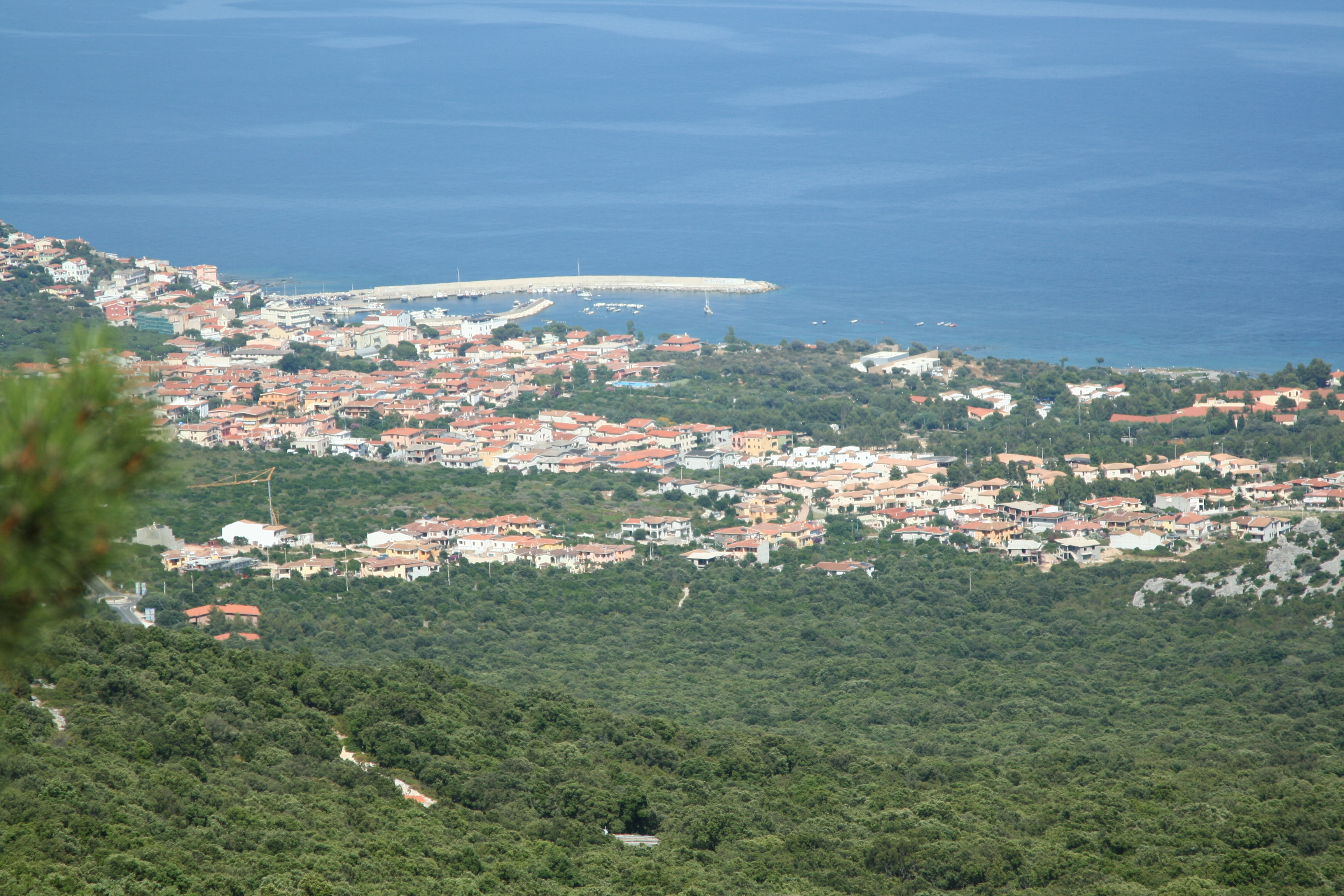
Cala Gonone

## Accueil

### Critique
Le film reçoit globalement des critiques très négatives. Sur l’agrégateur de critiques Rotten Tomatoes, il n'obtient que 5% d'avis favorables pour 78 critiques et une note moyenne de 3,2⁄10. Le consensus suivant résume les critiques compilées par le site : « Confus et dépourvu du contexte politique de l'original, Swept Away offre une preuve supplémentaire que Madonna ne peut pas jouer ». Sur Metacritic, qui utilise une moyenne pondérée, le film obtient une note de 18⁄100 pour 27 critiques.
Sur le site Allociné, qui recense 3 critiques de presse, le film obtient la note moyenne de 2⁄5
.

### Box-office
Le film est un échec commercial cuisant. Avec un budget estimé à 10 millions de dollars, il ne récolte qu'un million au box-office dans le monde entier.
| Pays ou région     | Box-office    | Date d'arrêt du box-office | Nombre de semaines |
| ------------------ | ------------- | -------------------------- | ------------------ |
| États-Unis, Canada | 598 645 $     | 27 octobre 2022            | 3                  |
| France             | 6 113 entrées | -                          | -                  |
| Total mondial      | 1 036 520 $   |                            |                    |

## Distinctions

### Récompenses
- 23e cérémonie des Razzie Awards (2003) :
  - Razzie Award du pire film
  - Razzie Award du pire réalisateur pour Guy Ritchie
  - Razzie Award de la pire actrice pour Madonna
  - Razzie Award du pire couple à l'écran pour Madonna et Adriano Giannini
  - Razzie Award du pire remake ou suite

### Nominations
- 23e cérémonie des Razzie Awards (2003) :
  - Razzie Award du pire acteur pour Adriano Giannini
  - Razzie Award du pire scénario pour Guy Ritchie

- 25e cérémonie des Razzie Awards (2005) : Razzie Award du pire drame des 25 dernières années

- 30e cérémonie des Razzie Awards (2010) :
  - Razzie Award du pire film de la décennie
  - Razzie Award de la pire actrice de la décennie pour Madonna (également pour Un couple presque parfait et Meurs un autre jour)